# Rudolf Großmann (Maler)

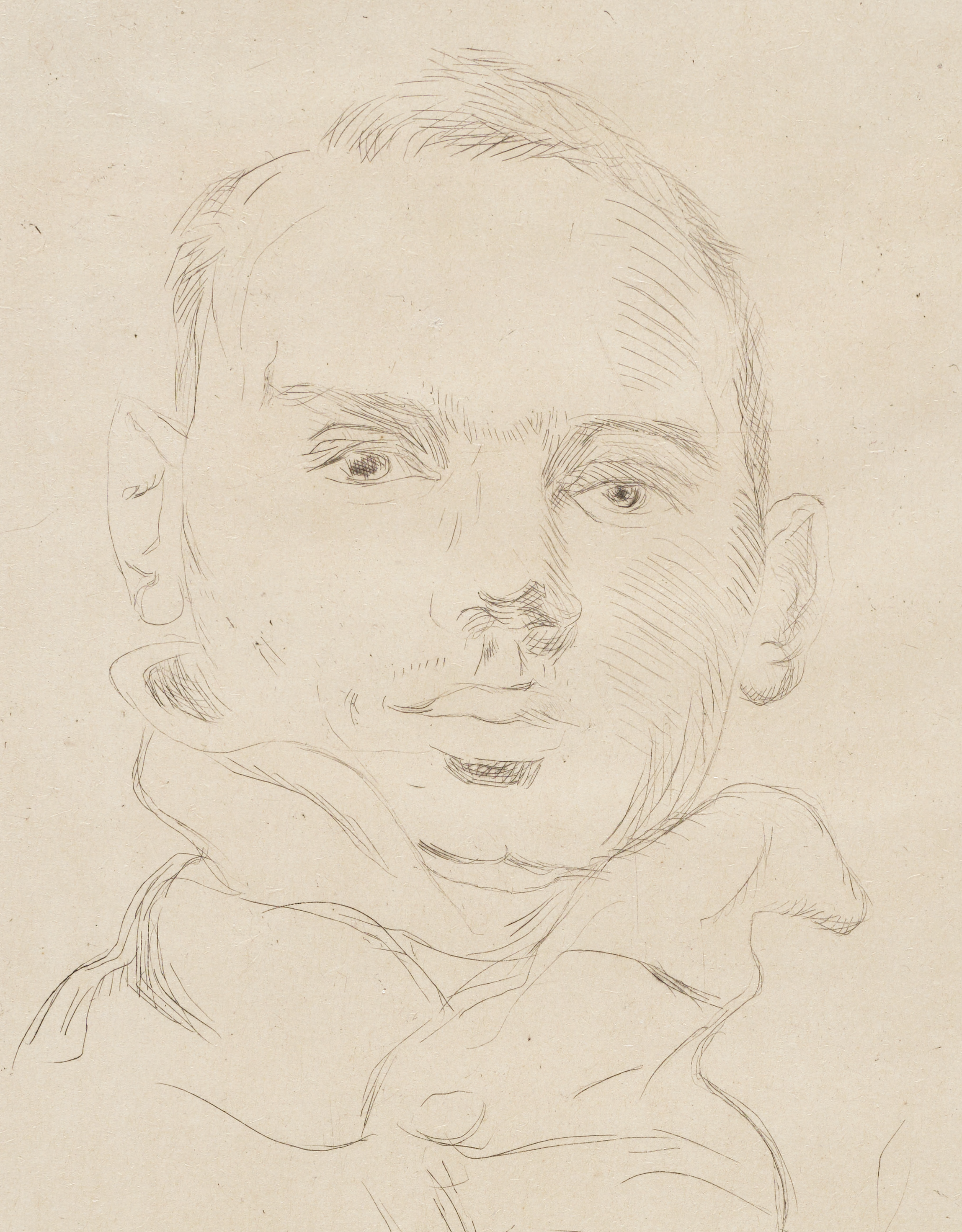
Rudolf Großmann (Selbstporträt, 1904)

Rudolf Wilhelm Walther Großmann, auch Grossmann, (* 25. Januar 1882 in Freiburg im Breisgau; † 28. November 1941 ebenda) war ein deutscher Maler und Graphiker.

## Leben

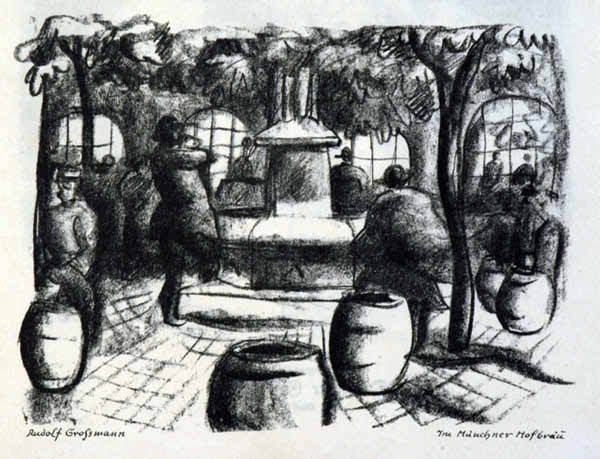
Im Hofbräuhaus München, Lithografie von 1916

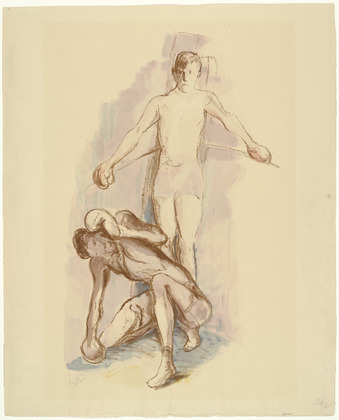
„Der Boxer Hans Breitensträter“, Lithografie von 1921 im Museum of Modern Art

Rudolf Großmann wuchs in künstlerischem Milieu auf. Sein Großvater war der badische Hofmaler Wilhelm Dürr der Ältere, seine Mutter Bildnismalerin und sein Onkel Wilhelm Dürr der Jüngere Professor an der Kunstakademie in München. Er studierte zunächst von 1902 bis 1904 in München Medizin und Philosophie und ging dann für fünf Jahre nach Paris, unter anderem als Schüler von Lucien Simon. Dort widmete er sich zunächst, unter dem Einfluss von Paul Cézanne, der Landschaftsmalerei und verbrachte viel Zeit im Café du Dôme, die er in seiner Autobiografie „Manege des Lebens“ behandelt.
Mit Jules Pascin reiste er nach Belgien und Holland. Weitere Studienreisen führten ihn nach Nord- und Südfrankreich und nach Wien, Budapest und Stockholm. 1910 blieb er eine Weile in Berlin, um dann – zum Teil mit seinem Freund Hans Purrmann – weiterzureisen: ins Engadin, nach München, zum Tegernsee, nach Italien.
Nach seiner Rückkehr nach Deutschland lebte Großmann in Berlin und betätigte sich fortan als Graphiker, u. a. mit Buchillustrationen und Porträts von Berühmtheiten, letztere erschienen unter anderem im Simplicissimus. 1928 wurde er Professor an der Kunsthochschule Berlin. Großmann war Mitglied der Berliner Secession und des Deutschen Künstlerbundes.
Nach der „Machtergreifung“ der Nationalsozialisten wurde er 1934 als Professor abgesetzt, und er zog sich nach Freiburg zurück. Er konnte jedoch vorerst weiter ausstellen. Bis 1936 ist seine Teilnahme an 10 Gruppenausstellungen sicher belegt, aber seine Werke wurden dann von den Nationalsozialisten als „entartet“ diffamiert. 1937 wurden in der deutschlandweiten konzertierten Aktion „Entartete Kunst“ mehr als 500 seiner Arbeiten aus einer Vielzahl von Museen und öffentlichen Sammlungen beschlagnahmt. Ein Teil davon wurde vernichtet. Drei seiner Werke wurden in der NS-Propagandaausstellung Entartete Kunst gezeigt.

## Darstellung Großmanns in der bildenden Kunst
- Lovis Corinth: Porträt des Malers Rudolf Großmann (Öl, 99 × 59 cm, 1924; WV Berend-Corinth 965; 1937 als „entartet“ aus dem Nassauischen Landesmuseum Wiesbaden beschlagnahmt; nach 1945 im Bestand der Stiftung Insel Hombroich, Neuss)[6]
- Hans Grundig: Bildnis Großmann (Zeichnung, 50 × 37,7 cm, 1924)[7]

## Buchillustrationen (Auswahl)
- Joachim Ringelnatz: Allerdings. Gedichte. Rowohlt Verlag Berlin, 1928 (Einbandgestaltung)

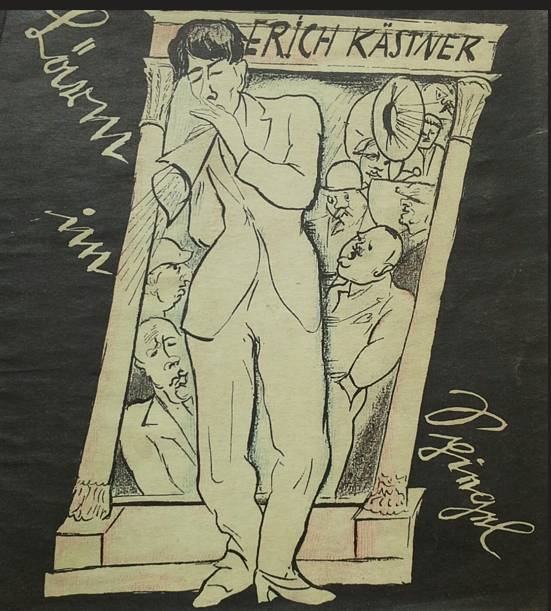
Umschlagzeichnung Grossmanns zu Kästners Lärm im Spiegel

- Umschlagzeichnung Grossmanns zu Kästners Lärm im SpiegelErich Kästner: Lärm im Spiegel; Deutsche Verlagsanstalt Stuttgart, 1929

## Museen und öffentliche Sammlungen, aus denen 1937 Werke Großmanns als „entartet“ beschlagnahmt wurden
Neue Abteilung der Nationalgalerie Berlin im Kronprinzenpalais, Kupferstichkabinett Berlin, Kunsthalle Bremen, Schlesisches Museum der Bildenden Künste Breslau, Kunsthütte Chemnitz, Städtische Kunstsammlung Chemnitz, Anhaltinische Gemäldegalerie Dessau, Städtisches Kunst- und Gewerbemuseum Dortmund, Kupferstichkabinett Dresden, Gemäldegalerie Dresden, Kunstsammlung der Stadt Düsseldorf, Museum für Kunst und Heimatgeschichte Erfurt, Museum Folkwang Essen, Städelsches Kunstinstitut Frankfurt/Main, Städtische Kunstsammlung Freiburg im Breisgau, Städtische Kunstsammlung Gelsenkirchen, Deutsche Graphikschau Görlitz, Kunstsammlungen der Universität Göttingen, Kunsthalle Hamburg, Provinzialmuseum Hannover, Staatliche Kunsthalle Karlsruhe, Wallraf-Richartz-Museum Köln, Kunstsammlung der Stadt Königsberg, Staatliches Meisteratelier Königsberg, Kaiser Wilhelm-Museum Krefeld, Museum der bildenden Künste Leipzig, Museum Behnhaus Lübeck, Kaiser Friedrich-Museum Magdeburg, Städtisches Museum Mainz, Städtische Kunsthalle Mannheim, Staatliche Graphischen Sammlung München, Bayrische Staatsgemäldesammlung München, Städtische Galerie Nürnberg, Museum für Kunst und Kunstgewerbe Stettin, Württembergische Staatsgalerie Stuttgart, Stadtmuseum Ulm, Schlossmuseum Weimar, Nassauisches Landesmuseum Wiesbaden und Städtische Bildergalerie Wuppertal-Elberfeld.

## Weblinks

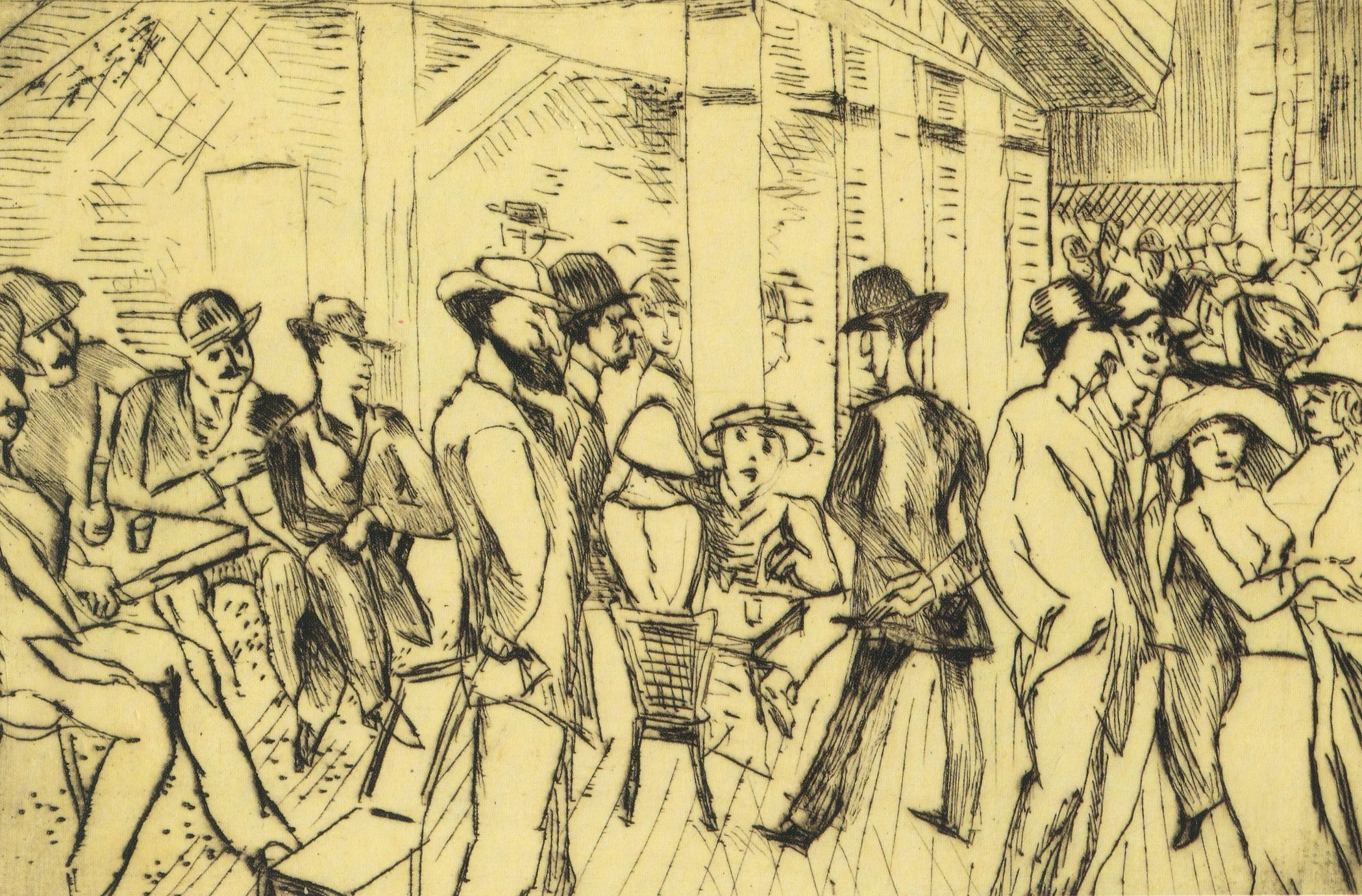
Rudolf Großmann: Die Maler Jules Pascin und Hans Purrmann im Moulin de la Galette